# Tyler Johnson (koszykarz)
Tyler Ryan Johnson (ur. 7 maja 1992 w Grand Forks) – amerykański koszykarz, występujący na pozycjach rozgrywającego lub rzucającego obrońcy.
6 lutego 2019 w wyniku transferu dołączył do Phoenix Suns. 9 lutego 2020 został zwolniony. 24 czerwca zawarł umowę do końca sezonu z Brooklyn Nets.
22 grudnia 2021 podpisał 10-dniowy kontrakt z Philadelphia 76ers. 6 stycznia 2022 zawarł 10-dniową umowę z San Antonio Spurs. Po jej wygaśnięciu opuścił klub.

## Osiągnięcia
Stan na 20 stycznia 2022, na podstawie, o ile nie zaznaczono inaczej.
NCAA
- Zaliczony do:
  - II składu konferencji Western Athletic (MWC – 2014)
  - Mountain West All-Conference Honorable Mention (2013)